# Kamienica przy ulicy Podwale 66 we Wrocławiu
Kamienica przy ulicy Podwale 66 – zabytkowa narożna kamienica mieszczańska znajdująca się przy zbiegu ulic Podwale 66 i Dworcowej we Wrocławiu.

## Historia posesji i kamienicy

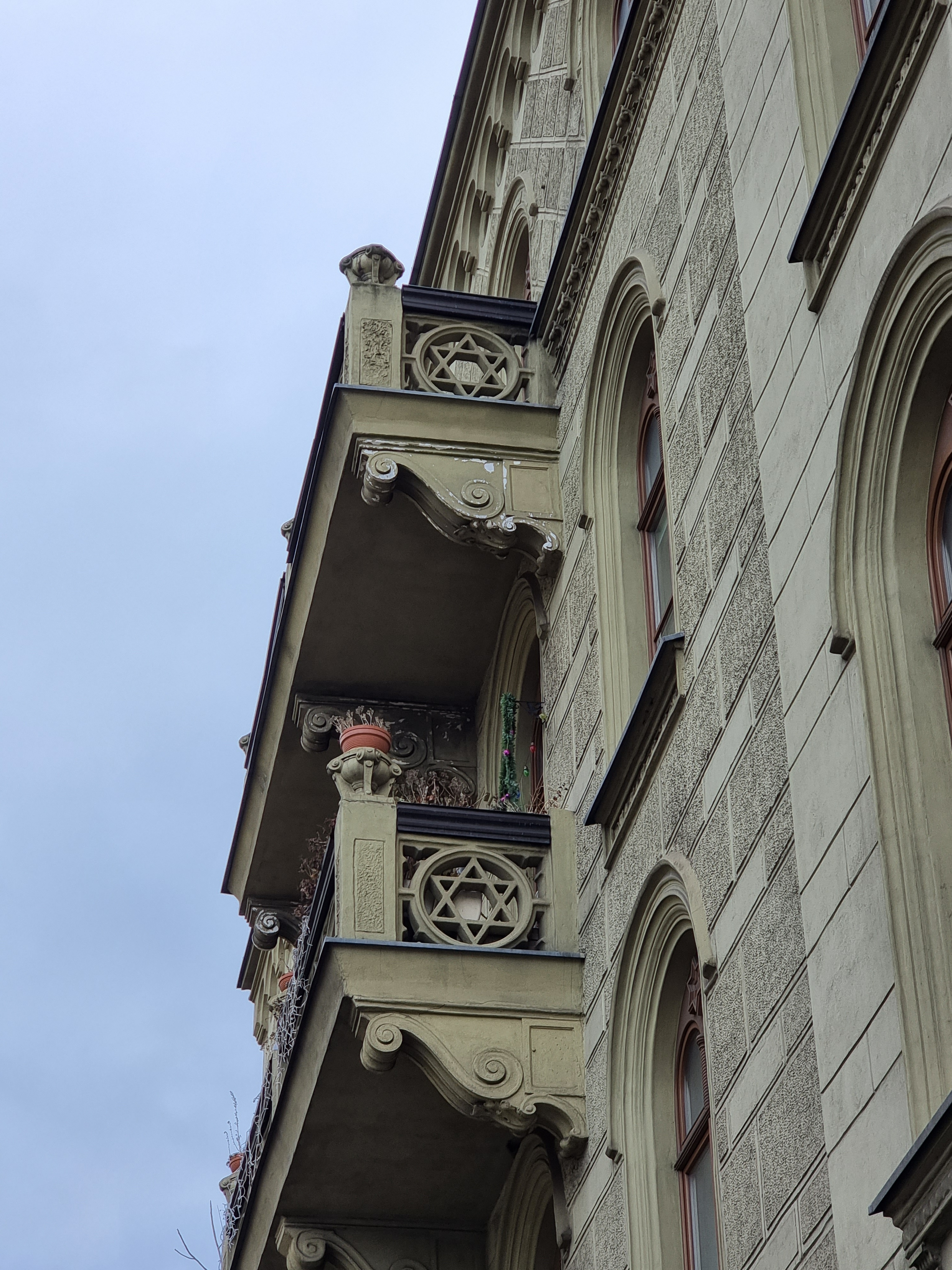
Gwiazdy piwowarskie na balkonach

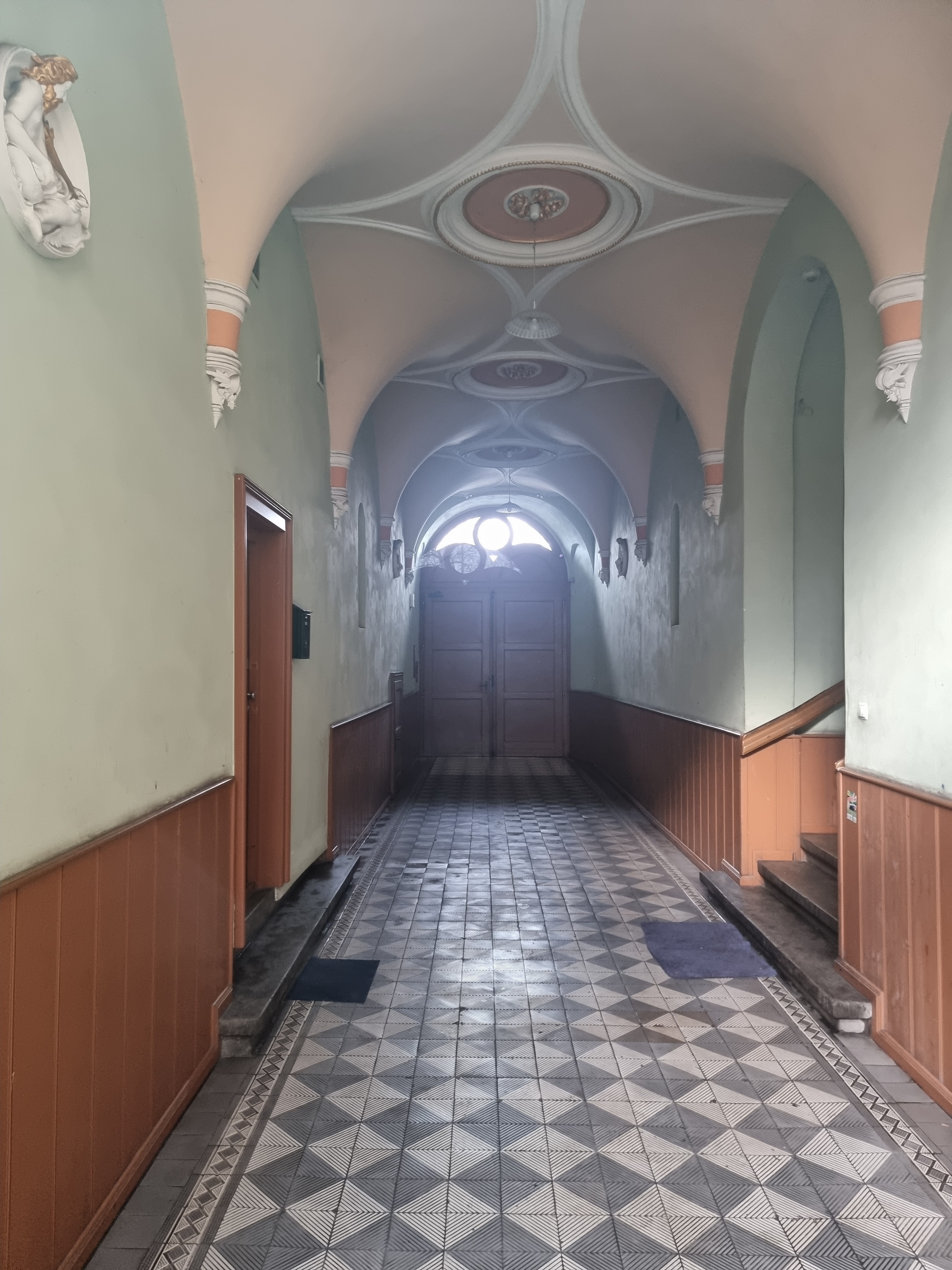
Sień ze sklepieniem lejkowym

Pierwsze zabudowania na obszarze rozciągającym się pomiędzy dzisiejszą ulicą Dworcową a ulicą Kołłątaja były wznoszone w latach 40. XIX wieku; teren rozparcelowano przed rokiem 1843. Wcześniej znajdowały się tu ogrody hrabiów Henckel von Donnersmarck. Do 1848 roku wzniesiono i zasiedlono osiem istniejących tu budynków, a na początku lat 50. wybudowano ostatni dom na rogu ul. Podwala i Dworcowej.
Budynek na działce nr 66 został wzniesiony prawdopodobnie w 1854 roku, o czym informuje zachowany rzeźbiony plafon na suficie w sieni budynku. Obok daty, widnieją symbole murarskie. Jego projektantem był prawdopodobnie mistrz murarski, radny miejski Wilhelm Hoseus, który zaprojektował również m.in. kamienice mieszczańskie przy ulicy Podwale o numerach 61, 64 i 67. Hoseus do początku lat 50. XIX wieku mieszkał w kamienicy nr 61 a następnie po sprzedaniu domu księciu Louisowi Carolath-Schöneich, zamieszkał w kamienicy nr 66. W jednym z mieszkań mieszkał do śmierci w 1865 roku.

## Opis architektoniczny
Narożna kamienica została wzniesiona planie liter "L" a jej dwa czterokondygnacyjne skrzydła miały podobnej wielkości bryłę; połączone były ściętym narożnikiem. Na piętrze każdego skrzydła zaprojektowane było po jednym mieszkaniu. W narożniku od strony podwórza umieszczona została klatka schodowa. Budynek był trzytraktowy.
Osie elewacji - 7 -osiowa od strony ul. Dworcowej i 6-osiowa od strony ulicy Podwale, zostały spięte ryzalitem w narożu i balkonami na trzech kondygnacjach. Trzyosiowe balkony z ażurowymi kamiennymi balustradami umieszczono również na osi dwóch skrzydeł. Balustrady balkonów oaz kraty piwniczne ozdobione są heksagramami przedstawiającymi alchemiczną pieczęć Salomona będącą symbolem destylacji i alkoholu co natomiast miało nawiązywać do profesji właściciela kamienicy, właściciela gorzelni. W elewacji północnej znajduje się brama przelotowa prowadząca do sieni z dwubiegową ze spocznikami klatką schodową oraz z wejściem do piwnicy; do pomieszczeń piwnicznych prowadziły również drzwi z mieszkań parterowych. Strop w bramie ma sklepienie lejkowate i ozdobione jest rozetami stiukowymi.
Wejście do kamienicy ozdobione jest portalem w postaci szerokiej opaski tworzące dwa pilastry ozdobione festonami, na których oparty jest łuk archiwolty złożony z głęboko fazowanymi boniami i ozdobionymi rustyką. Elewacja do III piętra jest boniowana. Elewacja czwartej kondygnacji jest ozdobiona dekoracjami w tynku w postaci ukośnej kraty. W części parterowej ukośnika umieszczono półkolisty ryzalit zakończony balkonem. W części dachowej ryzalit zakończony jest płytkim gzymsem podpartym wspornikami połączonymi łuczkami na wzór arkatury.
Według Agnieszki Tomaszewicz elewacja budynku utrzymana była w stylu nawiązującym do "pałaców florenckiego quattrocento" dodatkowo wzbogacona elementami architektury gotyckiej.

## Po 1945
Podczas działań wojennych w 1945 roku budynek nie ucierpiał. W 1947 roku naprawiono poszycie dachowe. W 1954 roku budynek poddano remontowi i podzieleniu na mniejsze mieszkania. W 1960 roku wyremontowana została elewacja kamienicy. W 2011 roku konsorcjum firm: Piko i Radbud, na zlecenie zarządcy firmy Wro-Dom wykonała kolejny gruntowny remont elewacji i pomieszczeń piwnicznych.